# Orthis striatula
Genre
Espèce
Orthis striatula est une espèce éteinte de brachiopodes. Les fossiles se rencontrent dans le Dévonien moyen, il y a environ 385 Ma (millions d'années),.